# Guardianes de la Galaxia vol. 2
Guardianes de la Galaxia vol. 2 (título original en inglés: Guardians of the Galaxy Vol. 2) es una película de superhéroes estadounidense de 2017 basada en el equipo de superhéroes de Marvel Comics Guardianes de la Galaxia, producida por Marvel Studios y distribuida por Walt Disney Studios Motion Pictures. Es la secuela de Guardianes de la Galaxia (2014) y la decimoquinta película del Universo cinematográfico de Marvel. Escrita y dirigida por James Gunn, la película cuenta con un reparto coral que incluye a Chris Pratt, Zoe Saldaña, Dave Bautista, Vin Diesel, Bradley Cooper, Michael Rooker, Karen Gillan, Pom Klementieff, Elizabeth Debicki, Chris Sullivan, Sean Gunn, Sylvester Stallone y Kurt Russell. En Guardianes de la Galaxia Vol. 2, los Guardianes continúan sus aventuras, con nuevas alianzas de por medio, mientras Peter Quill se encuentra con una cara inesperada: su padre, Ego.
La película fue anunciada oficialmente en la Comic-Con Internacional de San Diego de 2014 antes del estreno de la primera película, junto con el retorno de James Gunn, siendo el título de la película revelado un año después en junio de 2015. La fotografía principal comenzó en febrero de 2016 en los Pinewood Atlanta Studios en el Condado de Fayette, Georgia, con muchos cambios de equipo de la primera película debido a otros compromisos. El rodaje concluyó en junio de 2016. James Gunn eligió que la secuela se sitúe poco después de la primera película para explorar los nuevos roles de los personajes como los Guardianes, y para seguir la historia del padre de Quill establecida a lo largo de dicha película anterior. Russell fue confirmado como el padre de Quill en julio de 2016, interpretando a Ego, una desviación del padre de Quill en el cómic.
Guardianes de la Galaxia Vol. 2 tuvo su premier en Tokio el 10 de abril de 2017 y se estrenó en Estados Unidos el 5 de mayo, en 3D y IMAX 3D. Recaudó más de $863 millones mundialmente, volviéndola la octava película más taquillera de 2017, superando también a su predecesora. La película recibió elogios por sus efectos visuales, banda sonora, humor y reparto, aunque algunos críticos la consideraron inferior a la original. Recibió una nominación a Mejores efectos visuales en los 90.º Premios Óscar.
El 5 de mayo de 2023 se estrenó la tercera y última entrega de la serie, Guardianes de la Galaxia Vol. 3.

## Argumento
En 1980, en la Tierra, Missouri, Meredith Quill va de paseo en auto con un hombre, que resulta ser una persona que viene del espacio exterior, mientras están en una cita, este le muestra a Meredith una de las semillas plantadas y le menciona que son el futuro. De vuelta en la actualidad, Peter Quill, Gamora, Drax, Rocket y Groot son famosos como los Guardianes de la Galaxia. Ayesha, líder de la raza conocida como los soberanos, hace que los Guardianes protejan valiosas baterías de un monstruo interdimensional a cambio de la distanciada hermana de Gamora Nebula, que fue capturada intentando robar las baterías. Luego de que Rocket robe algunas para sí mismo, los soberanos atacan la nave de los Guardianes con una flota de drones. Estos son destruidos por una figura misteriosa, y los Guardianes se estrellan en un planeta cercano. Allí, esta figura se revela como el padre de Quill, Ego, e invita a Quill, Gamora y Drax a su planeta natal. Rocket y Groot se quedan atrás para reparar la nave y vigilar a Nebula.
Ayesha contrata a Yondu Udonta y su tripulación, que han sido exiliados de la comunidad de Devastadores por la trata de niños, para recapturar a los Guardianes. Ellos capturan a Rocket, pero cuando Yondu duda en entregar a Quill, a quien crio, su teniente Taserface lidera un motín con ayuda de Nebula. Taserface aprisiona a Rocket y Yondu a bordo de la nave de este último, y ejecuta a sus leales lanzándolos al espacio exterior. Por su parte, Nebula se va para encontrar y matar a Gamora, a quien culpa por la tortura que le infligió su padre, el Titán Thanos. Encarcelados, Rocket y Yondu arman un vínculo. Groot y Kraglin, aún leal a Yondu, liberan a Rocket y Yondu, y luego destruyen la nave y su tripulación en su escape, no antes de que Taserface le advierta a los soberanos.
Ego, un celestial de naturaleza divina que manipuló la materia alrededor de su conciencia para formar su planeta "natal", explica que proyectó un aspecto humanoide para viajar por el universo y descubrir un propósito, eventualmente enamorándose de la madre de Quill, Meredith. Ego contrató a Yondu para recoger a un joven Quill tras la muerte de Meredith, pero el niño nunca fue entregado y Ego lo ha estado buscando desde entonces. Él le enseña a Quill a manipular el poder celestial. Nebula llega al planeta de Ego e intenta matar a Gamora, pero ambas hacen una alianza incómoda cuando descubren una caverna llena de restos de esqueletos. Ego revela a Quill que en sus viajes, plantó semillas en miles de mundos que puede terraformar en nuevas extensiones de sí mismo, pero solo pueden activarse con el poder de dos celestiales. Con ese fin, dejó embarazadas a incontables mujeres y contrató a Yondu para recoger a los niños, pero los mató a todos cuando no lograron acceder al poder celestial. Bajo la influencia de Ego, Quill lo ayuda a activar las semillas, que comienzan a consumir todos los mundos, pero Quill contraataca cuando Ego revela que le dio a Meredith el tumor que la mato por la distracción que era.
Mantis, la inocente sirviente émpata de Ego, se vuelve cercana a Drax y le advierte del plan de Ego. Gamora y Nebula también se enteran del plan cuando Rocket, Yondu, Groot y Kraglin llegan. Mientras los atacan los drones de los soberanos, los Guardianes reunidos encuentran el cerebro de Ego en el núcleo del planeta. Rocket hace una bomba usando las baterías robadas, que Groot planta en el cerebro. Quill combate a Ego con sus recién descubiertos poderes celestiales para distraerlo lo suficiente para que los otros Guardianes y Mantis escapen. La bomba explota, matando a Ego y desintegrando el planeta. Yondu se sacrifica para salvar a Quill, que se da cuenta de que Yondu lo conservó para evitarle el cruel destino que sufrieron los otros descendientes de Ego y que Yondu fue el verdadero "papá" de Quill y finalmente muere debido a su exposición a la atmósfera del espacio exterior. Habiéndose reconciliado con Gamora, Nebula igualmente elige irse y reanudar su búsqueda para matar a Thanos ella misma. Los Guardianes hacen un funeral para Yondu, al que asisten Kraglin y docenas de naves Devastadoras, reconociendo el sacrificio de Yondu y aceptándolo nuevamente como un Devastador.
En una serie de escenas entre y post-créditos, Kraglin toma posesión de la flecha telequinética y la aleta de control de Yondu, pero pincha a Drax con ella accidentalmente en uno de sus pezones y se escabulle rápidamente; el líder Devastador Stakar Ogord se reúne con sus excompañeros de equipo; Groot se ha vuelto un adolescente; Ayesha crea un nuevo ser artificial con quien planea destruir a los Guardianes, llamándolo Adam; y un grupo de vigilantes desinteresados abandonan a su informante, que discute sus experiencias en la Tierra.

## Reparto

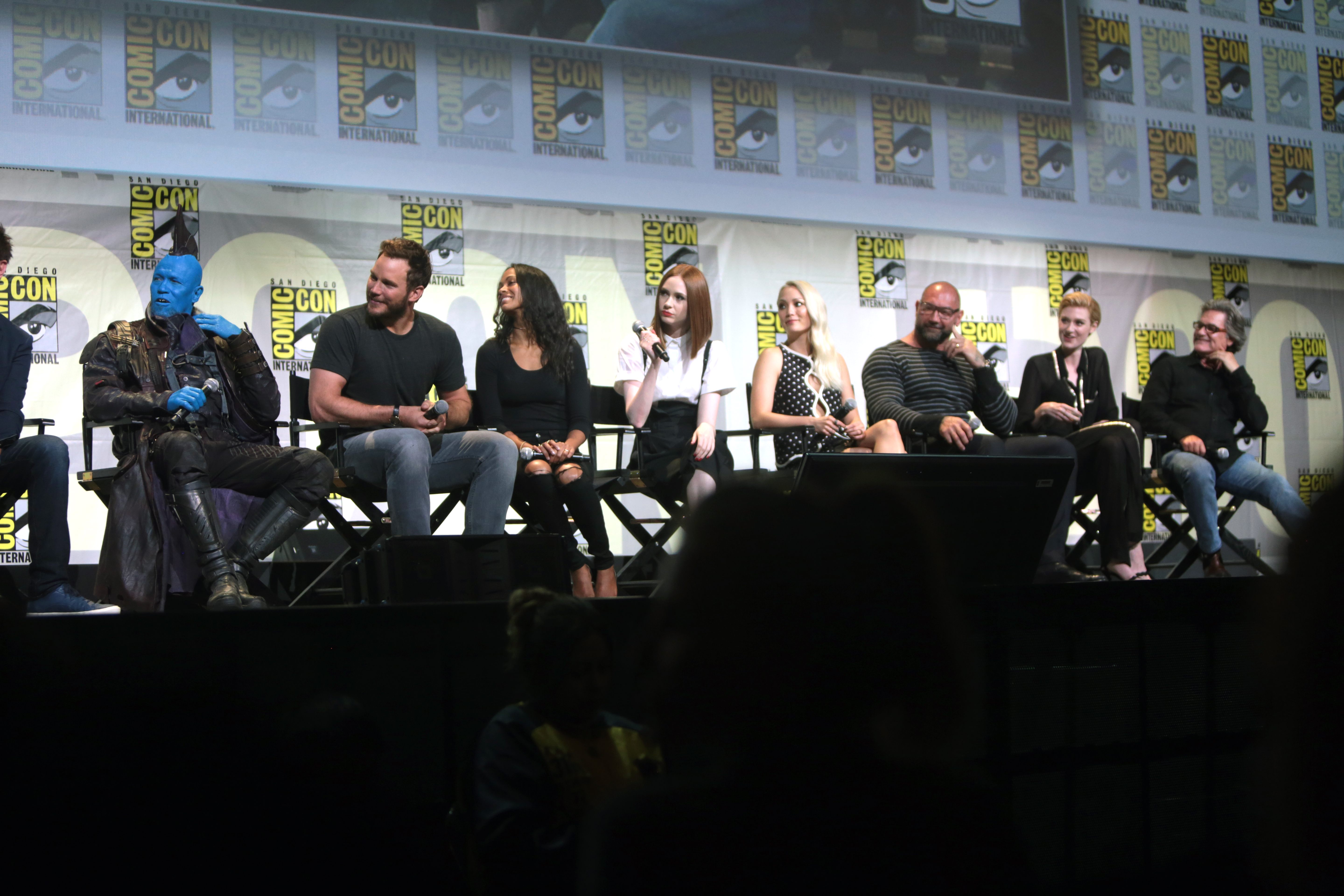
(I:D) Rooker, Pratt, Saldaña, Gillan, Klementieff, Bautista, Debicki y Russell promocionando la película en la Convención Internacional de Cómics de San Diego de 2016.

- Chris Pratt como Peter Quill / Star-Lord:
El líder mitad humano, mitad celestial de los Guardianes de la Galaxia que fue abducido de la Tierra de niño y criado por un grupo de ladrones y traficantes alienígenas llamados los Devastadores.[6][7] Pratt, que regresa como parte de un contrato de múltiples películas con Marvel,[8] dijo que Quill ahora es famoso a lo largo de "la galaxia por haber salvado a tanta gente [...] Siente que es parte de este grupo, un líder de este grupo. Es un poco más responsable e intenta no meterse en problemas, pero no necesariamente lo logra."[9] Pratt afirmó que trabajar en la película lo forzó a aceptar la muerte de su propio padre.[10] Wyatt Oleff nuevamente interpreta a Quill de joven.[11]
- Zoe Saldaña como Gamora:
Un miembro de los Guardianes y una huérfana de un mundo alienígena que busca redención por sus crímenes pasados. Fue entrenada por Thanos para que fuera su asesina personal.[7] Saldaña describió el rol de Gamora en el equipo como "la voz de la razón", diciendo, "Ella está rodeada de todos estos tipos que son tan estúpidos la mitad del tiempo,"[12] y añadió que es la "madre" del equipo, diciendo que es "simplemente un individuo meticuloso, detallado y profesional."[13] En cuanto a la relación de Gamora con Nebula, Saldaña la describió como "volátil" y añadió, "comenzamos en un lugar muy loco pero apropiado, dado el lugar en el que habíamos terminado en la primera entrega".[14]
- Dave Bautista como Drax el Destructor:
Un miembro de los Guardianes y un guerrero muy habilidoso.[7] Bautista esperó a la versión final del guion para no "quitarle la magia", lo que sintió había pasado cuando leyó primeros borradores de la primera película.[15] Añadió que "no me encantó mi papel [en Vol. 2, al principio]. Iba en una dirección diferente a la que pensaba que irían con Drax," notando que no "pensaba que Drax fuera tan significativo en la película". El papel "hizo clic" para Bautista después de la sesión de lectura con el resto del elenco.[16] Bautista llamó a Drax "más gracioso y motivado" que en la primera película,[17]
- Vin Diesel como Baby Groot:
Un miembro de los Guardianes que es un humanoide arborescente y cómplice de Rocket.[18] El personaje comenzó a crecer de un retoño al final de la primera película, que James Gunn pretendía hubiese crecido por completo para la secuela. Gunn finalmente decidió que quede como "Baby Groot", que fue una de las razones por las que se sitúa unos pocos meses después de la primera.[19] Gunn describió a Baby Groot como el hijo del Groot de la primera película,[20] explicando Diesel que "vamos a ver a este disparatado y adorable Groot bebé [simplemente] aprendiendo sobre la marcha."[21][22] El utilero Russell Bobbitt creó un modelo a escala 1:1 del Baby Groot de 10 pulgadas (25 cm) para el rodaje, para usar como una referencia de iluminación y a veces como una marioneta para que los actores interactúen.[23] Ya que Groot solo se comunica con la frase "Yo soy Groot" en diferentes inflexiones, Gunn creó una "versión Groot" del guion para sí mismo y Diesel, que contiene cada línea de Groot en inglés.[24] Diesel usó un registro vocal más alto para Baby Groot, que fue agudizado por entre siete y nueve semitonos dependiendo de la toma. También recitó sus líneas despacio para evitar cualquier problema de estiramiento de tiempo.[25] Diesel grabó la voz de Groot para dieciséis estrenos en idiomas extranjeros de la película (más que los seis en la primera película).[26] Sean Gunn proporcionó la referencia en el set para el Groot adolescente en la escena poscréditos.[27]
- Bradley Cooper como Rocket Raccoon:
Un miembro de los Guardianes que es un mapache genéticamente modificado, cazarrecompensas y mercenario, hábil con armas y tácticas militares.[7] Sean Gunn nuevamente fue el doble del personaje durante el rodaje,[28] con la actuación de Cooper también como referencia.[27] Sean Gunn dijo que "Rocket tiene el mismo tipo de crisis de fe [que tenía en la misma película] sobre si pertenece o no a esta familia",[29] y James Gunn añadió, "esto es en realidad sobre Rocket logrando aceptar su lugar dentro de un grupo de gente, que probablemente parecía una buena idea" cuando eran héroes juntos al final de la primera película, pero ahora "no está muy cómodo con la idea". Feige afirmó que la relación entre Rocket y Groot cambió, diciendo, "Groot era el protector de Rocket en la primera película, [y ahora] Rocket es protector de Groot."[13]
- Karen Gillan como Nebula:
Una hija adoptiva de Thanos que fue criada con Gamora como hermanas, y un reacio miembro de los Guardianes.[14] Gillan declaró que la película exploraría más a fondo la relación fraternal entre Nebula y Gamora,[30] incluyendo sus antecedentes "y lo que les pasó a estas dos chicas al crecer, lo realmente horrible que fue para ellas y cómo arruinó su relación",[13] añadiendo que "[también] empezaremos a ver cuánto dolor [Thanos] realmente le causó [a Nebula ...] empezamos a ver la grieta emocional en su carácter".[31] Mientras que Gillan tuvo que afeitarse la cabeza para la primera película, solo tuvo que afeitarse la mitad para la secuela, quitando la parte inferior y dejando la superior.[31] El maquillaje de Gillan tomaba dos horas y media en aplicarse, menos que las cinco horas de la primera película.[23]
- Michael Rooker como Yondu Udonta:
Un bandido de piel azul de los Devastadores, que es una figura paterna de Quill,[32] y miembro de los Guardianes.[33] Yondu tiene una aleta más grande en la película, para parecerse más a su contraparte del cómic,[34] y Rooker trabajó con el departamento de prótesis para agregar huecos a sus dientes protésicos, "como dientes reales", para ayudarlo a silbar como el personaje.[35] Rooker explicó que, para la secuela, Gunn "quería que la gente experimentara más profundamente lo que Yondu pensaba y cómo se siente; un Yondu más serio." Rooker señaló la compleja relación entre Yondu y Quill donde "tenemos desacuerdos [...] están constantemente enfrentados [pero] a Yondu de verdad le importa este chico."[36] Gunn inicialmente se negó a finalizar la película con la muerte de Yondu, diciendo, "a fin de cuentas, sabía que ahí era donde debía ir [...] Esta es una historia sobre el amor de un padre por su hijo, su extremo amor, tanto amor que se sacrifica por él, y eso es Yondu. Es 100 por ciento el padre de Peter Quill" a pesar de que Ego sea el padre biológico de Quill.[37] Antes del estreno de Vol. 2, Rooker estuvo en el set de Avengers: Infinity War (2018) para contrarrestar los rumores de que la razón de que el personaje no apareciera en esa película era que moriría en esta.[38]
- Pom Klementieff como Mantis:
Un miembro de los Guardianes con poderes empático que vive con Ego.[13][39] El productor ejecutivo Jonathan Schwartz dijo que el personaje "nunca ha experimentado interacción social", y aprende sobre "complejidades sociales" de los otros Guardianes.[40] Klementieff añadió, "Ella era muy solitaria, así que es algo completamente nuevo conocer a esta gente y descubrir cosas nuevas", comparando esto a un niño cometiendo torpezas en situaciones sociales. Mantis y Drax tienen una relación "interesante" en la película debido a que ambos son "completamente raros".[13] Steve Englehart, cocreador de Mantis, se decepcionó con la interpretación del personaje, diciendo, "Ese personaje no tiene nada que ver con Mantis [...] Realmente no entiendo por qué tomarías a un personaje tan característico como Mantis, hacer un personaje completamente diferente y aún llamarlo Mantis."[41]
- Chris Sullivan como Taserface:
El líder del grupo amotinado de los Devastadores.[42][43] Gunn originalmente subió una foto del personaje del cómic en sus redes sociales después de ser contratado para la primera película, llamándolo "el personaje más tonto de la historia" y diciendo que nunca lo pondría en una película. Luego de finalmente decidir usar al personaje en la secuela, Gunn sintió que el personaje había elegido Taserface él mismo y es "un verdadero estúpido".[44] El maquillaje de Sullivan tomaba entre dos horas y media y tres y media en aplicar cada día.[45]
- Sean Gunn como Kraglin:
El segundo al mando de Yondu en los Devastadores.[46] Kraglin tiene un papel expandido en comparación a la película anterior. Sean Gunn explicó, "En la primera película la mayoría fue decir sí y estar al lado de Yondu, pero en esta película las cosas toman un camino diferente cuando Kraglin tiene una pequeña crisis de conciencia y debe decidir si va a quedarse con Yondu o unirse a la creciente facción de amotinados."[36][47]
- Sylvester Stallone como Stakar Ogord:
 Un Devastador de alto rango que le guarda rencor a Yondu.[48] Stallone comparó la relación de su personaje con Yondu a la relación padre e hijo, y llamó a la confrontación que tienen en la película "bastante intensa".[36] Para cuando Stakar acepta a Yondu como un Devastador al final de la película, Gunn le pidió a Stallone que canalice la línea de "Ya está bien, cerdo" de la película Babe.[49] Gunn describió a Stakar como "muy importante en el universo de Marvel",[50] y dijo que "nuestro plan es ver más de Stallone" en futuras películas del UCM, aunque no estaba seguro si eso incluiría el Vol. 3.[51]
- Elizabeth Debicki como Ayesha:
La Alta Sacerdotisa dorada y líder del pueblo soberano,[42][52][43] una raza genéticamente diseñada que es "dorada y perfecta que busca ser física y mentalmente impecable." Gunn fue "muy específico" al escribir al personaje, y luego de que la directora de casting Sarah Finn sugirió a Debicki, Gunn "supo desde el principio que era la indicada". Gunn destacó la belleza de y la altura de 6' 3" (1,91 m) de la actriz. Debicki usó zapatos con plataforma para aumentar su altura a 6' 7" (2,01 m).[36]
- Kurt Russell como Ego:
Un ancestral celestial que es el padre de Quill.[34][42] Pratt fue el primero en sugerirle a Gunn que considere a Russell para el papel; él interpreta a un avatar de Ego que es tradicionalmente visto en los cómics en su forma de "planeta viviente".[53] Russell comprendió por qué lo querían para el papel luego de ver la actuación de Pratt en la primera película, sintiendo que "Ese es mi tipo de persona. Sé de dónde viene ese tipo de payaso." Añadió, "Traigo las cosas correctas [de roles anteriores ...] Uní los puntos de algunas cosas que hice en el pasado."[54] Ego reemplaza al padre original de Quill en el cómic, J'son,[55] y pudo usarse en la película luego de que 20th Century Fox llegó a un acuerdo con Marvel Studios para devolver los derechos cinematográficos de Ego por cambiar los poderes de Negasonic Teenage Warhead, a quien Fox quería usar en Deadpool (2016).[56] Gunn al principio pensaba que Marvel tenía los derechos del personaje, y declaró que, si no se hubiera hecho el acuerdo con Fox, "no tenía plan de respaldo, y [hubiera sido] casi imposible meter a otro personaje," dado el extenso trabajo alrededor del personaje.[57] Para la primera escena de la película, situada en Misuri en 1980, Aaron Schwartz sirvió como referencia facial para el joven Ego.[58][59]

Además, repitiendo sus papeles de la primera película están Laura Haddock como Meredith Quill, Gregg Henry como su padre, Seth Green como la voz de Howard el pato, y el actor canino Fred como Cosmo. Los miembros de la tripulación de Devastadores de Yondu que aparecen en la película incluyen a Evan Jones como Retch, Jimmy Urine como Half-Nut, Stephen Blackehart como Brahl, Steve Agee como Gef, Mike Escamilla como Scrote, Joe Fria como Oblo, Terence Rosemore como Narblik, y Tommy Flanagan como Tullk, así como al baterista de Charred Walls of the Damned y personalidad de The Howard Stern Show Richard Christy en un cameo. Los otros miembros del antiguo equipo de Stakar y Yondu, basado en la encarnación original de los Guardianes de la Galaxia, incluyen a Michael Rosenbaum como Martinex, Ving Rhames como Charlie-27, y Michelle Yeoh como Aleta Ogord. El equipo también incluye a los personajes generados por computadora Krugarr y Mainframe, este último con voz de Miley Cyrus en un cameo no acreditado. Rosenbaum había audicionado para interpretar a Peter Quill en el Vol. 1. Gunn eligió a Yeoh debido a su amor por las película de Hong Kong de la década de 1990, y a Cyrus luego de admirar "el tono de su voz" viéndola como jurado en The Voice. Añadió que el equipo regresaría en futuras películas del UCM junto con el Stakar de Stallone.
Stan Lee aparece a la mitad de la película y en una escena poscréditos como un informante de los vigilantes, con un traje de astronauta sobre un asteroide, discutiendo aventuras anteriores que incluyen sus cameos en otras películas del UCM; menciona en específico su época como un mensajero de FedEx, en referencia al cameo de Lee en Capitán América: Civil War (2016). Esto reconoció la teoría de los fanes de que Lee podría estar interpretando al mismo personaje en todos sus cameos, y Gunn señaló que "la gente creía que Stan Lee es un vigilante y que todos estos cameos son parte de su labor como vigilante. Así que, Stan Lee como alguien trabajando como los vigilantes era algo que me pareció divertido para el MCU." Feige añadió que Lee "claramente existe, sabes, por encima y aparte de la realidad de todas las películas. Así que la noción de que podría estar sentado en una parada cósmica durante la secuencia del salto de portal en Guardianes [...] realmente dice, espera un minuto, ¿él es el mismo personaje que apareció en todas estas películas?" Lee filmó varias versiones distintas de la escena, incluyendo una alternativa en la que hace referencia a su papel en Deadpool, lo que hubiera sido el primer reconocimiento de la saga fílmica de X-Men de parte de una película del UCM. De igual modo se llegó a teorizar que Lee era el personaje de Uatu o que era un viajero multiversal e incluso se justifico la razón por la cual Stan Lee aparecía en muchas películas tanto del Universo cinematográfico de Marvel, en dos cintas de la trilogía de X-Men, así como en la Trilogía de Spider-Man de Sam Raimi, aunque esto fue desmentido. De igual modo esto es considerado, por algunos fanáticos, como un indició del concepto del Multiverso junto con el Reino cuántico. Gunn más tarde admitió que la referencia a Civil War es un error de continuidad, dado que Vol. 2 se sitúa antes de los eventos de Civil War, diciendo, "cometí un error; no estaba pensando. Pero voy a decir que probablemente Stan Lee usó el disfraz de un tipo de FedEx más de una vez."
David Hasselhoff hace un cameo como sí mismo, cuando Ego cambia de forma a su apariencia, mientras que Rob Zombie nuevamente tiene un cameo de voz como un Devastador. Imágenes de Jeff Goldblum bailando como el Gran Maestro del set de Thor: Ragnarok (2017) aparecen brevemente durante los créditos finales, con Feige explicando que Marvel "pensó que sería divertido ponerlo ahí" en especial ya que la versión del cómic del Gran Maestro es el hermano del Coleccionista, que apareció en la primera película de Guardianes. Ben Browder, estrella de la serie Farscape de la que Gunn es fanático, tiene un cameo como un almirante soberano. Molly Quinn aparece como la cita de Howard el pato. Jim Gunn Sr. y Leota Gunn, padres de James y Sean Gunn, también tienen cameos en la película.

## Doblaje
| Intérpretes        | Personaje               | Doblaje español           | Doblaje Latinoamericano |
| ------------------ | ----------------------- | ------------------------- | ----------------------- |
| Chris Pratt        | Peter Quill / Star-Lord | Guillermo Romero          | Carló Vasquez           |
| Zoe Saldaña        | Gamora                  | Olga Velasco              | Carla Medina            |
| Dave Bautista      | Drax el Destructor      | Pedro Tena                | Dan Osorio              |
| Bradley Cooper     | Rocket Raccoon          | Juan Logar Jr.            | Sergio Zurita           |
| Vin Diesel         | Groot                   | Miguel Ángel Muro         | Oscar Bonfligio         |
| Karen Gillan       | Nebula                  | Cecilia Santiago          | Maria Sandoval          |
| Michael Rooker     | Yondu Udonta            | Carlos Ysbert             | Jesús Guzmán            |
| Pom Klementieff    | Mantis                  | Laura Pastor              | Erika Ugalde            |
| Kurt Russell       | Ego                     | Salvador Aldeguer         | Nando Estévane          |
| Sean Gunn          | Kraglin                 | Alejandro García (Peyo)   | Gerardo Alonso          |
| Chris Sullivan     | Taserface               | José Escobosa             | Santos Alberto          |
| Elizabeth Debicki  | Ayesha                  | Inés Blázquez             | Marcela Paez            |
| Sylvester Stallone | Stakar Ogord            | Juan Carlos Gustems       | Eduardo Liñan           |
| Laura Haddock      | Meredith Quill          | Adelaida López            | Mariana Ortiz           |
| Seth Green         | Howard el pato          | Rafael Alonso Naranjo Jr. | Ricardo Mendez          |

## Producción

### Desarrollo
En mayo de 2014 Bob Iger, director ejecutivo de Disney, observó que la primera película de Guardianes de la Galaxia tenía "fuerte potencial de franquicia", y añadió que su objetivo era crear "otros Vengadores". James Gunn, que dirigió y coescribió la primera película, dijo que le gustaría volver para una secuela, y que estaba obligado por contrato si se lo pedían. El mes siguiente, el productor Kevin Feige dijo que hay "lugares adonde podemos llevar [a la franquicia] y tenemos ideas de adónde nos gustaría dirigirnos" basado en una amplia gama de personajes, mundos e historias del cómic. En julio de 2014, la coguionista de Guardianes de la Galaxia Nicole Perlman confirmó una secuela, diciendo que "va a pasar" debido a la repuesta interna positiva de la primera película en Disney, y que Gunn la escribiría y dirigiría. Poco después, en la Convención Internacional de Cómics de San Diego, la secuela recibió una fecha de estreno del 28 de julio de 2017.
Gunn ya había comenzado a trabajar en la película para el siguiente mes, y dijo que incluiría al menos a un nuevo Guardián del cómic. En octubre, confirmó que los cinco Guardianes originales volverían para la secuela, junto con otros personajes secundarios, y la fecha de estreno se adelantó al 5 de mayo de 2017. En los meses próximos, Michael Rooker dijo que volvería como Yondu, y esperaba explorar nuevas áreas del personaje. EChris Pratt, que interpretó a Peter Quill / Star-Lord en la primera película, confirmó que la secuela sería uno de sus próximos proyectos. Bradley Cooper expreso interés y emoción cuando se le preguntó si volvería como Rocket. Vin Diesel también confirmó su regreso como Groot. En marzo de 2015, Gunn reveló que el rodaje se llevaría a cabo en Atlanta, Georgia, con "grandes cambios en el equipo de producción" de la primera película, y que su hermano, Sean Gunn, volvería como Kraglin y Karen Gillan como Nebula. También explicó su relación con Marvel, diciendo que la compañía "me dejó ir y hacer lo mío, y realmente escucho sus notas e ideas. Nunca me han dicho que metiera a ningún personaje ni elemento de la trama en absoluto [...] Cuando confían en ti te dan un amplio espacio [...] simplemente encajamos."
En mayo de 2015, Gunn dijo que la secuela contaría con menos personajes que la primera película, y que planeaba introducir a dos nuevos personajes principales en el guion: Mantis y Adam Warlock. El director había empezado a conversar con una actriz que tenía en mente para Mantis, y había decidido eliminar a Warlock porque la película "se estaba colmando", explicando que "una de las principales cosas de Guardianes de la Galaxia es no agregar un montón de personajes, no hacerla más grande en ese aspecto sino profundizar en los personajes [...] y conocerlos más emocionalmente [...] todo se acaba volviendo demasiado extenso y loco para mí en estas películas de superhéroes de cómic." Gunn añadió, "Adoraba lo que había hecho con él. Creo que hicimos algo realmente creativo y único con Adam Warlock. Pero era un personaje de más y no quería perder a Mantis, que era una parte más orgánica de la película de todas formas." Señaló que Warlock podría aparecer en futuras películas de los Guardianes, y se lo considera "una parte bastante importante" del lado cósmico del Universo cinematográfico de Marvel. Se insinúa la futura introducción del personaje en una de las escenas entre créditos de la película. Gunn notó que recibió "cierta represalia" de Marvel por incluir la escena de Warlock porque pensaron que los fanes creerían que el personaje aparecería en Avengers: Infinity War y Avengers: Endgame, que no era el caso. Al incluir la escena, Gunn le prometió a Marvel que usaría su presencia en las redes sociales para aclararle a los fanes que el personaje no sería visto en ninguna de las películas de los Vengadores.

#### Guion
Después de anunciar la película, Gunn dijo que sabía "mucho de a dónde quiero ir [en la secuela]", habiendo escrito los antecedentes de Peter Quill, su padre, y su historia con Yondu durante la creación de la primera película con la intención de explorarlos en una próxima película. Gunn quería darle a la secuela una estructura diferente que la primera película, ya que "una de las razones por las que a la gente le gusta Guardianes es porque es nuevo y diferente, así que la segunda será nueva y diferente a la primera." Antes de empezar con el guion, Gunn esperaba explorar más a Drax, Nebula, Kraglin, y el Coleccionista, y expandir la cultura xandariana, kree, kryloriana, y Devastadora. También esperaba introducir más personajes femeninos en la secuela, aunque quería evitar la inclusión de "terrícolas" como Carol Danvers, así como a los Nova Richard Rider o Sam Alexander, diciendo, "creo que es importante que Quill sea el único terrícola. Eso sirve a toda la audiencia y no solo al puñado de fanáticos de Nova [y Carol Danvers]."
Feige dijo que explorar al padre de Quill "ciertamente sería parte de una próxima aventura de los Guardianes", añadiendo, "Creo que hay una razón por la que se lo colocó al final de la [primera] película de esa manera." Gunn también indicó que quería asegurarse de que "el lugar de Yondu tuviera sentido" en lo que respecta a su relación con Quill y su padre, y también reveló que el padre de Quill no sería J'son como en el cómic. Gunn "tenía menos confianza en que a [Marvel] le gustara Baby Groot que" la inclusión de Ego, ya que "Groot adulto fue el personaje más popular de la primera película y no creía que quisieran arriesgar algo bueno." Sin embargo, al cambiar a Groot, Gunn sintió que "despejó la película" en un nivel creativo, permitiéndole resaltar "nuevos aspectos de nuestros otros personajes." Gunn dijo que Thanos solo estaría en la película "si aporta a nuestra historia, de lo contrario no aparecerá para nada. Thanos no es lo más importante en Guardianes 2, eso es seguro. Están los Guardianes mismos y otras amenazas que los Guardianes enfrentarán que no son Thanos." Feige más tarde confirmó que Thanos no aparecería en la secuela, ya que lo estaban guardando para un retorno "más grandioso". Sobre cómo se conectaría la película con las otras películas de la Fase Tres en el Universo cinematográfico de Marvel, Gunn dijo, "No me siento adherido a eso para nada. Creo que es sobre los Guardianes y lo que están haciendo."
Gunn situó a la película entre dos y tres meses después de la primera "ya que sintió que el grupo tiene egos tan frágiles y no creyó que esta historia pudiera empezar años después." Los planetas principales visitados en la película incluyen Soberano, Berhart y Contraxia. Feige también afirmó que otros dos o tres mundos aparecerían, así como "un poquito de Tierra en esta película, pero no a estos personajes yendo a la Tierra." En diciembre de 2014, Gunn reveló que la historia de la película ya estaba escrita, diciendo, "[Sigue] cambiando constantemente, pero siento que es bastante fuerte. Estoy emocionado." Para principios de febrero de 2015, Gunn estaba a "pocas semanas" de entregar un tratamiento completo de la historia a Marvel, y dijo que la primera vez que les presentó su idea para la secuela, pensaron que era "arriesgado". Afirmó que "no está realmente basada en nada" del cómic, siendo principalmente una idea original. Gunn más adelante se refirió al tratamiento como un "guionamiento", "una combinación de 70 páginas entre un guion y un tratamiento, que pasa por cada parte de la película". Para abril, se preparaba para escribir el guion, y en mayo esperaba completarlo antes de comenzar a trabajar en The Belko Experiment en junio de 2015.

### Preproducción

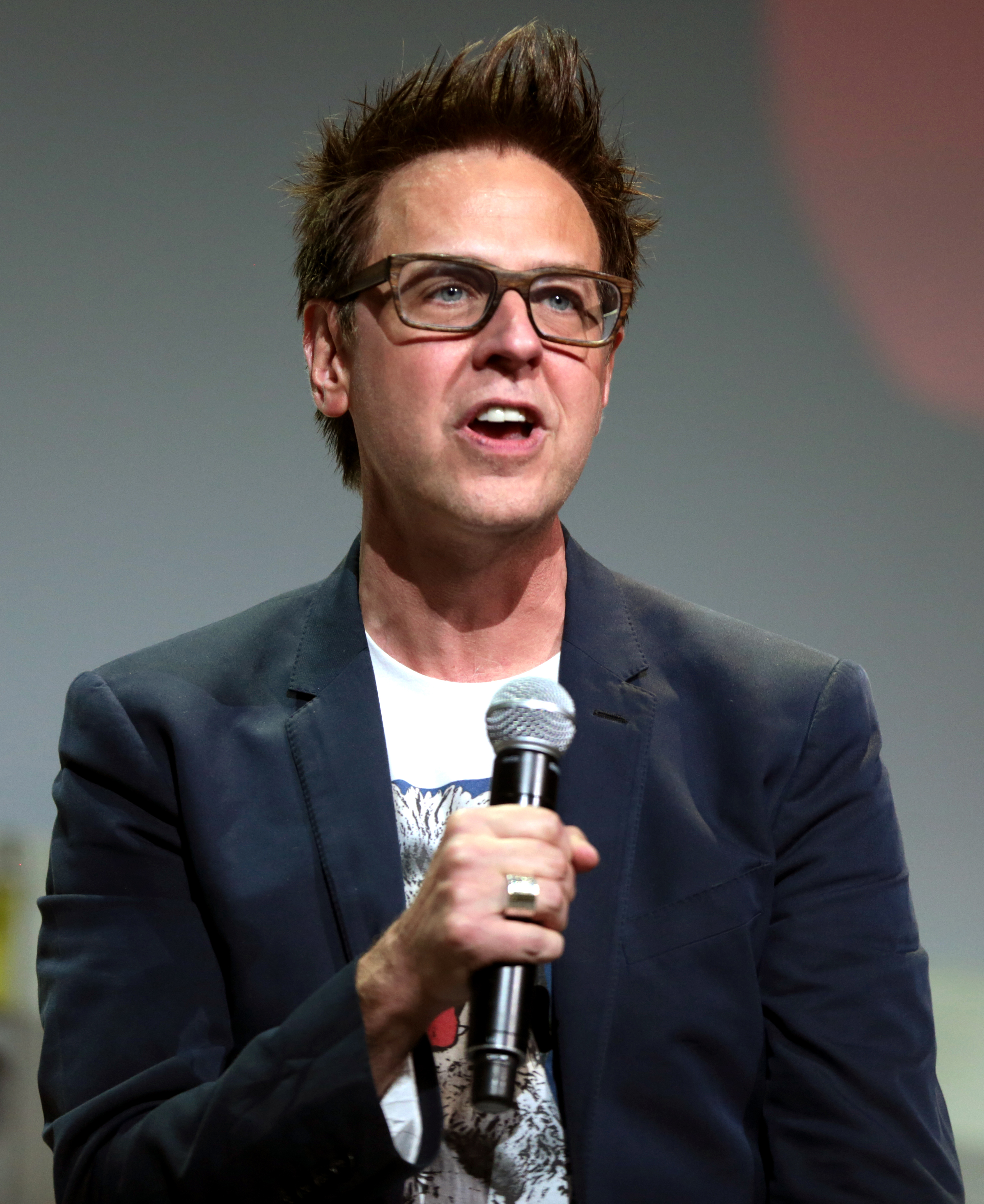
Gunn promocionando Guardianes de la Galaxia Vol. 2 en la Comic-Con Internacional de San Diego de 2016.

El 2 de junio de 2015, Gunn anunció en sus redes sociales que había completado el primer borrador del guion, y que el título de la película no sería simplemente Guardianes de la Galaxia 2. Esa misma semana, confirmó las regresos de Zoe Saldaña, Dave Bautista y Cooper como Gamora, Drax y Rocket, respectivamente. Al final del mes, Gunn confirmó que el título de la película sería Guardianes de la Galaxia Vol. 2, diciendo que se le ocurrieron "un MONTÓN de títulos para Vol. 2.. Pero debido a que 'Guardianes de la Galaxia' ya es tan largo, parecía extraño añadir otro montón de palabras después. Me gusto más Vol. 2, así que eso puse en la tapa del guion; y, por suerte, [a Marvel] le gustó."
En septiembre de 2015, Gunn reveló en Facebook que él quería usar a los sneepers, una raza extraterrestre que apareció por primera vez en Marvel Comics en 1964, como personajes de fondo en la película, pero el departamento legal de Marvel lo desaconsejó porque el nombre era demasiado similar a snípur, palabra islandesa que significa clítoris. El departamento legal de Marvel luego permitió el uso de sneepers en la película, en parte debido a toda la cobertura mediática que recibió la publicación de Gunn. Al final del mes, Feige afirmó que habría anuncios de casting antes del final de 2015, y para fines de octubre, Pom Klementieff fue elegida como Mantis. También se informó que Matthew McConaughey recientemente había rechazado el papel del "villano" en la película, para estar en La Torre Oscura (2017). McConaughey sintió que él sería "una enmienda" en Vol. 2 en "un colorido papel [hecho] para otro actor de renombre." En diciembre, Gunn dijo que estaba hablando con John C. Reilly sobre repetir su papel como el miembro del Cuerpo Nova Rhomann Dey, mientras Kurt Russell entró en conversaciones para interpretar al padre de Quill. Luego de la muerte de David Bowie en enero de 2016, Gunn dijo que hubo discusiones de que Bowie apareciera en la película como un miembro de la tripulación original de Yondu. También declaró que había completado el último borrador del guion. Benicio del Toro, que interpretó al Coleccionista en la primera película, expresó interés en repetir su papel, a pesar de que Marvel no lo contactó sobre la secuela; Gunn explicó que el Coleccionista "no encajaba" en Vol. 2. A principios de febrero, se reveló que el comediante Steve Agee estaría en la película.
Al utilero Russell Bobbitt se le dificultó encontrar las cubiertas de casete que se habían usado en la primera película, y todos los auriculares walkman de Sony que adquirieron para la secuela estaban rotos. Sony tampoco tenía auriculares disponibles para el rodaje, y los tres pares que Bobbitt encontró en eBay costaban alrededor de $1800 y no eran el modelo exacto. Bobbitt eventualmente creó seis desde cero para Vol. 2. Entre otra utilería que creó para la película se encuentran dos juegos de blasters para Quill, con cartuchos desmontables, y "armas y cinturones de aspecto steampunk" para los Devastadores; Bobbitt explicó que se diseñaron cuatro armas diferentes para este último grupo, y luego se produjeron 15–20 versiones de ellas para que usen los varios actores de Devastadores (podían haber hasta 85–95 Devastadores por escena). Para sus cinturones, el equipo de utilería cortó el cuero por sí mismo en vez de comprar cinturones existentes, y luego pegaron partes de distintos dispositivos electrónicos como radios y celulares para que cada cinturón sea "una única obra de arte". El departamento de utilería también hizo objetos comestibles para ciertas escenas: un insecto similar a una chinche estaba hecho de chocolate e inyectado con miel negra para comerse en pantalla y "al morderlo la miel cayera de su boca"; de manera similar, se diseñó una "raíz de milenrama" basada en imágenes agrandadas de polen, y luego se crearon con chocolate blanco no lácteo para comerse en pantalla.

### Rodaje
El "pre-rodaje" comenzó el 11 de febrero de 2016, en los Pinewood Atlanta Studios en el Condado de Fayette, Georgia, con Henry Braham como director de fotografía y Scott Chambliss como diseñador de producción. Gunn observó que muchos de los miembros de producción de la primera película, tales como el director de fotografía Ben Davis y el diseñador de producción Charles Wood, fueron contratados para trabajar en Doctor Strange, y debido a un cambio de última hora en la agenda de producción para esa película, no pudieron trabajar en Vol. 2.
La fotografía principal inició el 17 de febrero, con la revelación de Marvel de que Russell se había unido al elenco, junto con Elizabeth Debicki y Chris Sullivan, ambos en roles desconocidos. La producción usó todos los 18 escenarios en Pinewood Atlanta, un aumento en espacio escénico de lo que se usó para la primera película. Gunn dijo que la secuela requirió de más sets que la anterior y "nuestros sets son muy grandes, a pesar de que la mayoría de la película es generada por computadora. Me gusta tener la mayor cantidad de sets prácticos que pueda y hacer al entorno lo más real posible para equilibrar con los momentos generados por computadora." A pesar de esto, Gunn señaló que había menos ubicaciones en la secuela, con el foco en ser más específicos y detallados con la menor cantidad de lugares mostrados. Los sets construidos para la película incluyeron el planeta Soberano, para el cual Chambliss usó una "variación de pulp de los 1950 en una estética de diseño de art déco de los 1930"; la nave principal de los Devastadores en la película, el Eclector, que se construyó en sección para ofrecer una vista completa de 360 grados de la nave, así como la habilidad de mover secciones para representar distintas áreas de la nave; y el establecimiento Iron Lotus en el "planeta de placer" de Contraxia, que Chambliss quería que se sintiese como si estuviera hecho de "todo un parque de basura reutilizada donde se tiran naves espaciales viejas y los materiales industriales que ya no se usan se pudren", creando una "especie de selva de neón a su modo, cubierta de hielo y nieve." También se construyeron los interiores de otras naves, para limitar la cantidad de pantalla azul con la que los actores interactuasen. esto incluye la cabina de la nave de Quill, que habían construido para la primera película antes de guardarse en Londres, que fue transportado a Atlanta para la secuela.
Vol. 2 fue la primera película en rodarse con una cámara con de resolución 8K, la Weapon 8K de Red. Braham quería usar una cámara diferente a la Alexa 65 que había sido usada en varias otras películas de Marvel, porque le parecía una "cámara muy grande y pesada". Quería una cámara que pudiera dar una calidad visual equivalente a la Alexa 65, y probó múltiples opciones. Finalmente se reunió con los empleados de Red, con quienes tuvo una experiencia positiva trabajando en La leyenda de Tarzán, y le presentaron un primer prototipo de la Weapon 8K. Él, Gunn y Marvel decidieron usar la cámara en septiembre de 2015, cuando solo existía ese prototipo, y pasaron tres meses trabajando con Red preparando la cámara para el rodaje. Para la escena donde Rocket y Yondu escapan de los Devastadores, se usó una cámara Phantom para filmar escenas en hasta 2000 fotogramas por segundo, con imágenes capaces de cambiar de cámara lenta a cámara rápida en una sola toma. Cada una de ellas usando la cámara tuvo que ser preparado y coreografiado con cuidado. También se filmaron escenas adicionales en IMAX y su relación de aspecto. Braham filmó casi 85 por ciento de la película usando una tecnología estabilizadora a la que había contribuido llamada Stabileye, lo que describió como "un dolly en mano" que otorga "una espontaneidad al modo en que la cámara se mueve que es diferente y se sintió apropiada para esta película." Para filmar las cabinas de las naves espaciales, Braham rodeó los sets prácticos con paneles de video y otras fuentes de luz que pudiera usar para crear iluminación realista, sin importar el entorno fuera de la nave. Los exteriores de las naves se rodaron con la cámara sobre un technocrane, pero cualquier toma dentro de las cabinas requirió nuevamente el Stabileye que es "tan pequeño que se puede meter ahí junto a los actores".
En abril de 2016, Gunn reveló que Reilly no participaría en la película, y afirmó que había muchos otros personajes que no podía incluir en la película debido a problemas de derechos, diciendo que 20th Century Fox "posee tantos villanos cósmicos asombrosos y personajes menores con los que me encantaría jugar", como Annihilus y Kang el Conquistador. Gunn también planeaba filmar escenas con Glenn Close, repitiendo su papel como la Nova Prime Irani Rael de la primera película.: 4  Al filmar el cameo de Stan Lee, Gunn también filmó otros dos cameos con Lee, incluyendo uno para Doctor Strange, para limitar la cantidad de viajes de Lee. El rodaje adicional para Vol. 2 se llevó a cabo en Cartersville, Georgia, un parque estatal al norte de Portland, Oregón, y en St. Charles, Misuri. El Centro Internacional de Convenciones de Georgia sirvió como un espacio adicional de estudio de sonido luego del comienzo de la preproducción de Spider-Man: Homecoming (2017) en varios estudios de sonido de Pinewood Atlanta. El rodaje concluyó el 16 de junio de 2016.

### Posproducción
En la Comic-Con de San Diego de 2016, se reveló que Russell y Debicki interpretarían a Ego, padre de Quill, y Ayesha, respectivamente. También se reveló que Sylvester Stallone estaría en la película, con su papel luego develado como Stakar Ogord. Gunn también presentó a múltiples actores que interpretaron a personajes Devastadores, ya que éstos tienen una mayor presencia en la película. Sobre la decisión de revelar a Russell como Ego y padre de Quill cuando lo hizo, Gunn sintió que ya que "la gente lo averiguaría eventualmente [...] era mejor tomar las riendas nosotros mismos" y hacer la revelación. También sintió que esto movería el foco de la audiencia de querer descubrir quién es el padre de Quill hacia "la historia y la relación que tienen estos personajes". En agosto de 2016, Gunn confirmó que la película contaría con una escena poscréditos, afirmando luego que habría cinco en total, con cuatro escenas entre créditos y una poscréditos. El director también planeó una sexta escena, donde el Devastador Gef aparece "herido de muerte" en la nave, pero "terminó siendo un poco confusa."
En noviembre, Gillan reveló que se estaban realizando nuevas tomas para la película. Ese mes de febrero, se informó que la película había obtenido un perfecto 100 en funciones de prueba, más alto que cualquier otra película de Marvel Studios. The Hollywood Reporter señaló que este puntaje no necesariamente podía compararse a cualquier película que no sea de Marvel debido al específico proceso de prueba de Marvel, que elige a su audiencia "de un grupo más selecto de reclutas, lo que llama 'funciones de amigos y familias'". En marzo de 2017, Gunn reveló que Michael Rosenbaum aparecería en la película, y que Gunn proporcionaría referencia para el baile de Baby Groot "de un modo mucho mayor [que la primera película]. En realidad tuve que hacer como un día entero de baile para lograr el baile de Groot esta vez. La última vez fui to frente a un iPhone, y esta vez soy yo bailando en un inmenso estudio de sonido y filmándolo desde cinco ángulos distintos." Fred Raskin y Craig Wood regresaron de la primera película para servir como editores. Sobre las escenas eliminadas de la película, Gunn dijo que Nathan Fillion, que había tenido un cameo de voz en la primera película, iba a aparecer como Simon Williams en una secuencia que habría mostrado varios pósteres de películas con Williams de protagonista, incluyendo películas en las que interpreta a Arkon y Tony Stark. Gunn eligió a Williams para el cameo de Fillion porque quería que el actor tuviera un papel mayor en el UCM en algún punto y no quería darle un rol que evitaría que tome uno más sustancial más adelante. Gunn igualmente consideraba al cameo de Fillion canónico al UCM, a pesar de haberlo eliminado. También confirmó que las escenas de Close se habían sacado de la película, ya que parecía como si "intentase atiborrar a Nova Prime en la segunda película en vez de que pase de manera orgánica."

#### Efectos visuales

El planeta de Ego fue diseñado para ser "sumamente geométrico" y se hizo uso extenso de fractales, incluyendo el tamiz de Apolonio.

Los efectos visuales de la película fueron creados por Framestore, Weta Digital, Trixter, Method Studios, Animal Logic, Scanline VFX, Lola VFX, Luma, y Cantina Creative. Framestore creó 620 tomas para la película, Weta Digital creó 530, Method Studios más de 500, y Animal Logic creó 147. The Third Floor realizó la previsualización. Framestore nuevamente creó a Rocket y Groot, con Method Studios, Weta Digital y Trixter también trabajando en Rocket. Framestore reconstruyó al personaje "desde cero" para Vol. 2, dándole una simulación actualizada de pelaje, nuevas formas faciales y fonemas, así como una nueva articulación ocular, que salió de una articulación usada para el personaje Gnarlack de Animales fantásticos y dónde encontrarlos (2016). El trabajo de Trixter en Rocket incluyó cuando prepara una trama para los Devastadores, trabajando además en la secuencia en la que Rocket, Yondu y Kraglin hacen saltos espaciales. Entre otros trabajos de Framestore se encontraron criaturas, naves espaciales, la guarida de Ayesha, la persecución espacial, las escenas del Eclector, y el Groot adolescente de la escena poscréditos.
Framestore también creó la secuencia inicial de la película. A pesar de parecer una sola toma, estuvo compuesta por 11 tomas diferentes de efectos visuales. Arslan Elver, supervisor de animación de Framestore, señaló que la mayoría de la secuencia inicial incluye imágenes generadas por computadora y dobles digitales, con tres momentos —Quill cayendo en el suelo cerca de Baby Groot, Gamora hablando con Baby Groot, y Drax rodando detrás de Baby Groot— consistentes de fotografía real. Al igual que la primera película, Sarofsky creó la tipografía para el inicio, usando el mismo estilo de Guardianes de la Galaxia por razones de consistencia, "esta vez de color dorado oxidado y neón azul brillante" La directora ejecutiva creativa Erin Sarofsky observó el desafío del colocar los créditos mientras Framestore refinaba la secuencia. Sarofsky propuso varias opciones distintas para los créditos, entre ellas tener "un pequeño personaje flotante que proyectase un holograma en la pantalla", pero Groot no quería a otro personaje con el cual lidiar en la escena. En su lugar, se usó una opción 2D más simple. Sarofsky también trabajó en los créditos finales, la primera vez de la compañía, integrando los créditos reales de la empresa Exceptional Minds con diseños inspirados en arte de álbumes musicales viejos, tomando álbumes y escaneándolos por sus texturas viejas y rayones.
Weta Digital se encargó de la destrucción de la nave Devastadora, Eclector. Weta Digital también se dedicó a Ego durante su pelea con Quill, usando un doble digital de Russell para varias de las tomas. Weta necesitó crear un doble digital de David Hasselhoff también, para el momento en el que Ego cambia su aspecto al de Hasselhoff. Guy Villiams, supervisor de efectos visuales de Weta, dijo, "Tratamos de que se transforme en un Hoff real, pero no quedaba tan bien. La versión de Kurt se veía mejor que la de Hoff, y mientras que habíamos construido un doble digital muy detallado de Kurt, no queríamos llegar al mismo nivel con el de Hoff por solo dos tomas. Pero al final sí tuvimos que hacer un doble digital parcialmente construido del Hoff. La razón por la que hicimos el doble digital de Kurt en primer lugar fue para asegurarnos de que todos los efectos se aferraran correctamente al cuerpo, así que tomamos el enfoque de un doble digital completo, el cabello, el lado de la cara, todo de Kurt. Para Hoff, nos acercamos bastante, pero no es tan detallado como el de Kurt." El trabajo adicional de Weta incluyó el interior del planeta de Ego, conocido como el Planeta Hueco, que se inspiró en el arte fractal de Hal Tenny, a quien Gunn contrató para ayudar a diseñar el entorno de Ego.
Animal Logic y Method Studios también trabajaron en las varias partes del planeta de Ego, con el primero enfocándose en la catedral de Ego, y el segundo en la secuencia de llegada y la secuencia de "no ese botón" de Baby Groot en el Planeta Hueco. El trabajo de Animal Logic para la catedral de Ego también se basó en el arte fractal. El equipo de Animal Logic inicialmente se integró a la película para trabajar en las viñetas de historia que se usaron para explicar la historia previa, que comenzó como pinturas al óleo antes de evolucionar en arena cayendo, y finalmente las esculturas de plástico que se usaron. Method también creó la secuencia final de la película para el funeral de Yondu. Para que la lágrima de Rocket fuera convincente, Method usó imágenes locales del supervisor de animación Keith Roberts "interpretando la escena como referencia, estudiando los movimientos faciales macro como pestañeos, además de lo que se filmó en el set y en la cabina de sonido con" Cooper. El trabajo adicional incluyó las escenas en el planeta Berhart. Lola VFX trabajó en rejuvenecer a Russell, habiendo hecho un trabajo parecido en otras películas del UCM; también hicieron añadidos a varios personajes, incluyendo a Nebula. Para lograr al Ego más joven, Lola uso de referencia la actuación de Russell en Used Cars (1980), ya que "tenía mucha de la acción [facial]" que los artistas de efectos visuales buscaban. También usaron a un doble más joven, Aaron Schwartz, debido a que tenía "mandíbula y barbilla grandes y amplias, y más importante la forma en que sus líneas de risas se [movían] y [arrugaban] cuando [hablaba]", similar a Russell. Laura Haddock, repitiendo su papel de la primera película como Meredith Quill en la secuencia, también fue ligeramente rejuvenecida para interpretar a una versión más joven del personaje. Luma trabajó en el pueblo soberano y su mundo, y el capullo de Adam Warlock.

## Música
Para agosto de 2014, Gunn tenía "algunas ideas listadas, pero nada seguro" en cuanto a canciones para incluir en la cinta de Quill Awesome Mix Vol. 2, por lo que sentía "un poco de presión" debido a la respuesta positiva a la la banda sonora de la primera película, aunque añadió, "Pero siento que la banda sonora de la segunda es mejor." Para junio de 2015, Gunn había elegido e incorporado todas las canciones al guion, describiendo a Awesome Mix Vol. 2 como "más diverso" que el primero, con "algunas canciones increíblemente famosas y algunas que la gente nunca ha oído." Se confirmó a Tyler Bates como compositor de la película para agosto de 2015, regresando de la primera. Como con Guardianes de la Galaxia, Bates escribió parte de la música antes para que Gunn pudiese filmar al compás, en lugar de en el sentido inverso. La grabación de la banda sonora comenzó en enero de 2017 en los Abbey Road Studios. Guardians of the Galaxy Vol. 2: Awesome Mix Volume 2, junto con el álbum de banda sonora compuesto por Bates, fueron lanzados el 21 de abril de 2017. Una versión en casete Awesome Mix Volume 2 se lanzó el 23 de junio de 2017, mientras que un LP de vinilo de edición deluxe con Awesome Mix Volume 2 y la banda sonora original de Bates se lanzó el 11 de agosto de 2017.

## Marketing
En junio de 2016, Marvel anunció planes para un programa de comercialización expandido para la secuela, con Groot teniendo un rol central. Gunn se aseguró de que los personajes femeninos de la película recibieran más representación en la mercancía que en la primera película. Paul Gitter, vicepresidente de licencias en Disney Consumer Products, dijo que pretendían convertir a Guardianes de la Galaxia en una franquicia primordial. Entre los asociados en la campaña se encontraron Hasbro, Lego, Funko, LB Kids, GEICO, Ford Motor Company, Go-Gurt, Hanes, Synchrony Bank, Dairy Queen, M&M's, Screenvision, Sprint Corporation y Wrigley Company. Además, Marvel y Doritos se asociaron en su campaña Rock Out Loud para crear "una serie personalizada y de edición limitada de bolsas de Doritos con un reproductor incorporado de cintas de casete inspirado en una casetera que pase" Awesome Mix Vol. 2 y pueda recargarse. Las bolsas personalizadas estuvieron disponibles para compra el 28 de abril de 2017 en Amazon. Además, el 5 de mayo de 2017, Doritos organizó cabinas de grabación de Rock Out Loud en Nueva York y Los Ángeles, donde los fanes pudieron cantar una de las canciones de Awesome Mix Vol. 2 y tuvieron "la oportunidad de ganar varios premios, incluyendo las bolsas de Doritos con réplicas de reproductor de casetes personalizado, entradas a conciertos y otros eventos, y bolsas gratis de Doritos."
En julio de 2016, Gunn, Pratt y otros miembros del elenco asistieron a la Comic-Con de San Diego para promocionar la película, mostrando imágenes y revelando información adicional de los personajes. El 19 de octubre, se lanzó un "vistazo" previo al primer teaser tráiler. Ethan Anderton de /Film sintió que el avance era fuerte, a pesar de no mostrar a ningún personaje nuevo o depender de Baby Groot, mientras que Esther Zuckerman de The A.V. Club lo llamó "un éxito de masas inmediato". Según la empresa de medición de medios comScore y su servicio PreAct, el teaser fue el tráiler principal en la semana en que salió, generando 108 000 nuevas conversaciones en redes sociales. A principios de diciembre, antes de que Gunn revelase el primer teaser tráiler en la Comic Con Experience de 2016, dijo que encontrar escenas y momentos que mostrar en el avance sin revelar demasiado de la película resultó en decisiones difíciles, ya que "la gente realmente pasa por cada pequeña toma e intenta averiguar de qué se trata la película. Y hay muchos misterios en Guardianes 2." Describiendo el teaser tráiler, Jacob Hall de /Film señaló que el avance logró tener éxito sin revelar demasiado, ya que se enfocó en interacción de personajes en vez de trama. El teaser tráiler recibió 81 millones de vistas en 24 horas, convirtiéndose en el teaser más visto de Marvel Studios y el segundo en general detrás del de La bella y la bestia. Además, "Fox on the Run" de Sweet llegó al primer puesto en la lista de rock de iTunes luego de sonar en el teaser.
Un segundo avance se transmitió durante el Super Bowl LI. Germain Lussier de io9 lo llamó "hilarante", mientras que Anderton dijo que era "un tremendo" anuncio de Super Bowl, "uno que probablemente eclipsa al juego mismo para gente como yo [...] Hay mucha acción cósmica increíble, el humor que todos amamos, una banda sonora estelar, y algunas nuevas imágenes geniales de la secuela." El anuncio generó el mayor volumen de conversaciones de Twitter durante el juego con 47 800, según comScore, que midió el volumen de avances transmitidos durante el juego desde el momento de transmisión hasta el final del juego. La película también encabezó una encuesta de Fandango del tráiler de cine favorito durante el Super Bowl. Otro tráiler más debutó el 28 de febrero de 2017 en Jimmy Kimmel Live!. Haleigh Foutch, de Collider, sintió que el avance agregó "anticipación" a la película, y fue "un tráiler completamente maravilloso, iluminado con el humor absurdo y encanto irreverente que hizo un éxito tal de la primera película, con una dosis extra de esplendor visual." Pratt y Saldaña aparecieron en los Kids' Choice Awards 2017, donde mostraron un clip exclusivo. A mediados de julio, Marvel creó un infomercial inspirado en la década de 1980 y un número 800 para promocionar el estreno en formato casero de la película.

## Estreno

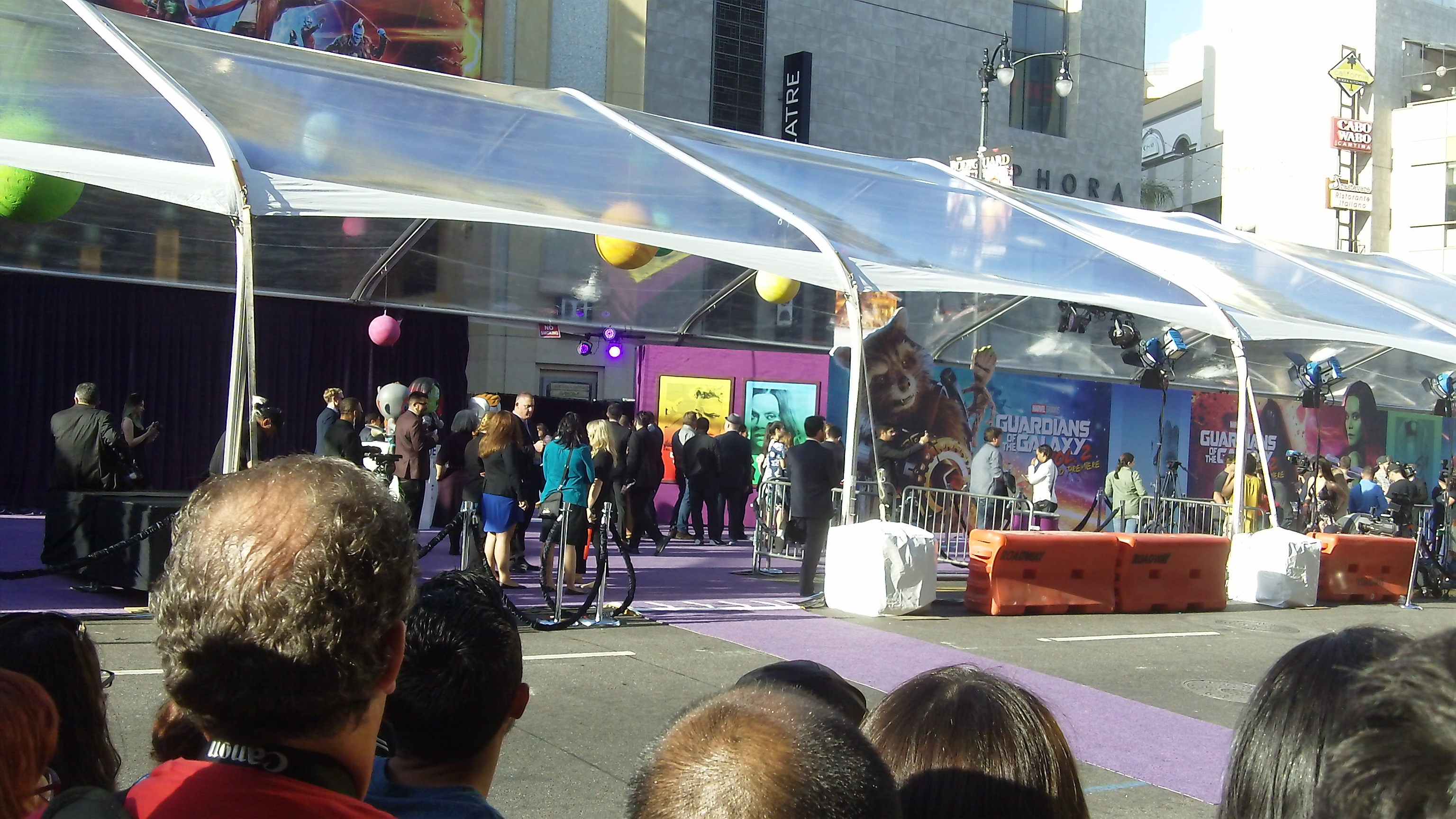
Premier de Guardianes de la Galaxia Vol. 2 en el Dolby Theatre en Hollywood, California.

Guardianes de la Galaxia Vol. 2 tuvo su premier mundial en Tokio el 10 de abril de 2017, y su premiere en Hollywood el 19 de abril en el Dolby Theatre. La película comenzó su estreno inicial el 25 de abril, en Australia, Nueva Zelanda e Italia, junto a un total de 37 mercados en su primer fin de semana, con 176 pantallas IMAX en 35 de esos mercados. Se estrenó el 5 de mayo en Norteamérica en 4347 cines, de los cuales 3800 eran en 3D, 388 en IMAX y IMAX 3D, 588 en gran formato premium, y 194 ubicaciones D-Box. El estreno de la película en China fue en 400 cines IMAX, el más grande para el país. El 4 de mayo de 2017, 550 cines en los Estados Unidos tuvieron un evento de doble función de Guardianes de la Galaxia en RealD antes de preestrenos de Vol. 2. Los invitados que asistieron recibieron un mini póster exclusivo y un juego de botones coleccionables de recuerdo. Vol. 2 originalmente tenía previsto su estreno para el 28 de julio de 2017.

### Formato casero
Guardianes de la Galaxia Vol. 2 fue lanzada en descarga digital por Walt Disney Studios Home Entertainment el 8 de agosto de 2017, y en Blu-ray, Blu-ray 3D, Ultra HD Blu-ray y DVD el 22 de agosto. La versión Ultra HD Blu-ray es el primer estreno en formato casero de Disney en resolución 4K. Los lanzamientos digital y en Blu-ray incluyen contenido de detrás de escena, comentario de audio, escenas eliminadas, bloopers, y un video musical de la canción "Guardians Inferno". El lanzamiento digital también tiene exclusivamente el desglose de tres escenas, desde sus ideas originales hasta sus versiones completas, y un vistazo detrás de escenas a Guardians of the Galaxy – Mission: Breakout!, una torre de caída fantasma en Disney California Adventure. El video musical con estilo de los 1970 de "Guardians Inferno" fue dirigido por David Yarovesky y cuenta con Hasselhoff junto a James Gunn, Pratt, Saldaña, Bautista, Klementieff, Gillan, Rooker y Sean Gunn. Stan Lee y Guillermo Rodríguez también tienen cameos en el video.
El estreno digital de la película tuvo la mayor cantidad de descargas digitales y la mayor primera semana para Marvel Studios. Los lanzamientos físicos en su primera semana fueron el formato casero más vendido, con "casi tres veces más discos que el resto de los 10 más vendidos combinados", según datos de NPD VideoScan. La versión Blu-ray formó un 83% de las ventas, con 10% de las ventas totales viniendo de la versión Ultra HD Blu-ray. En su segunda semana, la película nuevamente fue la más vendida. Del mismo modo, las ventas totales de Vol. 2 en el Reino Unido fueron mayores que las otras 40 películas más vendidas combinadas; también fue la más vendida en el país.

## Recepción

### Taquilla
Guardianes de la Galaxia Vol. 2 recaudó más de $389,8 millones en los Estados Unidos y Canadá, y más de $473,9 millones en otros países, para un total global de $863,8 millones. La película ya había superado la recaudación de su predecesora ($773 millones) para el fin de semana del Día de los Caídos, tres semanas luego de su estreno, con $783,3 millones mundiales, y se convirtió en la quinta película más recaudadora del UCM una semana después. Deadline Hollywood calculó que la ganancia neta de la película fue $154,7 millones, contando presupuestos de producción, publicidad, participación de talento y otros costos, contra las recaudaciones de taquilla y ganancias secundarias de venta casera, colocándola novena en su lista de "superproducciones más valiosas" de 2017.
Desde que las entradas salieron a la venta el 24 de abril de 2017, la película fue la más vendida en Fandango, y superó las ventas anticipadas de Avengers: Age of Ultron (2015) en un plazo de tiempo similar. Más del 80% de las ventas en MovieTickets.com fueron para la película previo a su estreno. Vol. 2 ganó $146,5 millones en su primer fin de semana en Estados Unidos y Canadá. con IMAX contribuyendo $13 millones. Los $17 millones que salieron de funciones de jueves por la noche fue la mayor cantidad para un preestreno en 2017. La película estaba proyectada para una recaudación de arriba d $160 millones en su fin de semana de estreno, con la predicción de Deadline Hollywood de que podría alcanzar el debut de $179 millones de Capitán América: Civil War. Permaneció en el primer lugar en su segundo fin de semana, y cayó al segundo puesto en su tercero, detrás de Alien: Covenant. Vol. 2 permaneció en segundo lugar en su cuarto fin de semana, esta vez detrás de Piratas del Caribe: La venganza de Salazar, y llegó a los $337,6 millones, superando la recaudación local de la primera película. Para su quinto fin de semana, le película cayó al cuarto, y en el siguiente al quinto puesto. Vol. 2 permaneció entre los diez primeros por dos semanas más, quedando novena en su séptimo fin de semana, y décima en el octavo.
Fuera de Norteamérica, la película ganó $106 millones en su primer fin de semana de 37 mercados, quedando en el primer puesto en todos ellos excepto Portugal, Turquía y Vietnam. IMAX contribuyó $5 millones a la recaudación de primer fin de semana. La película también superó el primer fin de semana de la original en todos los mercados excepto Bélgica. En su segundo fin de semana, la película debutó en el primer lugar en Corea del Sur, China y Rusia. Tuvo el mayor estreno para una película del UCM en Austria, el segundo mayor en Australia ($11,8 millones), Países Bajos ($500 000), Alemania ($9,3 millones) y el Reino Unido ($16,9 millones), y el tercero mayor en Nueva Zelanda ($400 000), Italia ($1,4 millones), y Rusia ($11,6 millones). Los estrenos en Nueva Zelanda y Países Bajos fueron también los más altos de 2017 para los países, mientras que los de Alemania y Reino Unido fueron los segundos más altos. En Corea del Sur tuvo el mayor día de estreno ($3,3 millones) y el segundo mayor fin de semana de estreno ($13,3 millones) de 2017, este último superando las ganancias enteras de la original en el país. También tuvo el mayor día de estreno de mayo y el tercer mayor día de estreno para una película del UCM allí. Ucrania tuvo el segundo mayor estreno de la historia, mientras que en Puerto Rico, la película tuvo el mayor debut en IMAX. Más mercados vieron a su recaudación de Vol. 2 superar el total de la primera película en su tercer fin de semana, sucediendo en China en el cuarto. El fin de semana siguiente vio a la recaudación de Vol. 2 fuera de Norteamérica ($451,1 millones) superar las ganancias internacionales de la primera película ($440 millones). Los tres mayores mercados de Vol. 2 en ganancias totales fueron: China ($99,3 millones), el Reino Unido ($51,3 millones), y Alemania ($28 millones).

### Crítica
El recopilador de críticas Rotten Tomatoes informó un porcentaje de aprobación del 84% basado en 369 reseñas, con un puntaje promedio de 7,2/10. El consenso crítico del sitio dice, "La trama llena de acción, los deslumbrantes efectos visuales y el irreverente humor de Guardianes de la Galaxia Vol. 2 hacen una secuela que es casi tan entretenida —aunque no tan fresca y emocionante— como su predecesora." Metacritic, que usa una media ponderada, le asignó una puntuación de 67 de 100 basada en 47 críticos, indicando "reseñas generalmente favorables". Las audiencias encuestadas por CinemaScore le dieron a la película una nota promedio de "A" en una escala entre A+ y F, mientras que PostTrak informó que los espectadores le dieron un puntaje positivo de 93% y una "recomendación definitiva" de 77%.
Owen Gleiberman de Variety llamó a la película "una sucesora extravagante e ingeniosa, hecha con el mismo amistoso deslumbro virtuoso [...] y lo suficientemente obligatoria para ser demasiado de algo bueno." Advirtió que "esta vez se puede sentir cuánto se está esforzando [Gunn] para entretenerse. Quizás demasiado." Escribiendo para Rolling Stone, Peter Travers describió a la película como "muy divertida" y le dio tres estrellas de cuatro, elogiándola por su tono y entretenimiento, banda sonora, y personajes. Señaló que "Vol. 2 no equipara el ataque sorpresa de su predecesora [... pero] la continuación, aunque con demasiados efectos y la superficialidad de una secuela, no ha perdido su amor por la locura inspirada." Richard Roeper del Chicago Sun-Times también le dio tres estrellas a la película, llamándola "no tan entretenida, ni ingeniosa, ni fresca como la original; pero igualmente ofrece alegría y dulzura." Roeper añadió que "aun con toda la tontería y mordacidad, los Guardianes pueden ponerte un nudo en la garganta", y elogió al elenco, en especial a Rooker, con "uno de los mejores papeles en la película". En su reseña para RogerEbert.com, Brian Tallerico le dio a la película tres estrellas de cuatro, describiéndola como "una superproducción de verano completamente entretenida" que no se toma en serio, evitando "muchas de las fallas de la primera película, y [haciendo] varias cosas notablemente mejor. Es divertida, astuta y un gran comienzo de la temporada de cine de verano."
También dándole tres estrellas de cuatro, Sara Stewart en el New York Post sintió que la película estaba sobrecargada, pero que el "enfoque alegre [de Gunn] hace que esto importe sorprendentemente poco" y "al menos está cargada de buen ánimo". Elogiando el tono y las referencias a los 1980 le daba a la película una sensación divertida, Stewart llamó a Vol. 2 un "antídoto a los superhéroes sombríos". En The Washington Post, Michael O'Sullivan le dio cuatro estrellas a la película, reconociéndola como "más divertida, loca y conmovedora" que su antecesora. O'Sullivan sintió que evitó los usuales problemas de las secuelas construyendo una película original en vez de repitiéndola, y también observó el uso de música así como "deslumbrantes" efectos visuales por todas partes, describiéndola como "una indicación musical y llamativa de que el verano llegó, y que podría no ser tan malo después de todo." Brian Lowry, escribiendo para CNN, criticó la parte del medio de la película y su villano, pero sintió que la película quedaba mejor que otras secuelas de Marvel con su fuerte comienzo y final, y "naturaleza afable", diciendo que "en el fondo comparte lo suficiente con su quinteto central, haciendo su trabajo con cierto heroísmo, aun si el viaje de aquí a allá puede ser un poco incoherente y desordenado." Para The Atlantic, Christopher Orr sintió que la película no estaba a la altura de la original, en particular debido a sus temas más pesados y sintiendo que Russell fue "mal elegido", pero el resto del elenco, la banda sonora, y el humor eran suficientes para darle una reseña positiva en general.
En The Hollywood Reporter, Todd McCarthy dijo que "Guardianes de la Galaxia Vol. 2 es como subirse de nuevo en una montaña rusa que fue muy buena la primera vez pero ahora se siente muy repetitiva." Kenneth Turan de Los Angeles Times fue positivo sobre la banda sonora y el elenco de la película, en especial Russell, pero sintió que Gunn se estaba esforzando demasiado en recapturar la magia de la primera película, y la inclusión de más efectos y acción se vuelve pesada. Turan concluyó, "Hay suficientes recuerdos a la primera Guardianes para que la secuela sea una experiencia aceptable, [pero es] menos con sí misma y más como una producción estándar de Marvel." Manohla Dargis de The New York Times dijo que la película "sin duda tiene sus atracciones, pero la mayoría son visuales en vez de narrativas." También sintió que Gunn se esforzó demasiado, y encontró varios elementos de la secuela demasiado serios incluso en balance con la necesaria "soltura natural" de Russell. Anthony Lane en su reseña para The New Yorker sintió que una vez que Ego se presentó, la película comenzó a sufrir de "la maldición de la historia previa" y que el "punto en que la película, que venía deslizándose bien, impulsada por tontería y dinamismo, comienza a farfullar" fue cuando él se revela el deseo de Ego de un significado mayor. Lane concluyó, "Esperemos que Vol. 3 recapture la efervescencia de la original, en vez de caer en la sesión de terapia de grupo más cara del universo."

### Premios y nominaciones
| Año  | Premio                                                      | Categoría                                                                      | Receptor(es)                                                                       | Resultado | Ref(s)          |
| ---- | ----------------------------------------------------------- | ------------------------------------------------------------------------------ | ---------------------------------------------------------------------------------- | --------- | --------------- |
| 2017 | Teen Choice Awards                                          | Mejor película de ciencia ficción                                              | Guardianes de la Galaxia Vol. 2                                                    | Ganadora  | [ 228 ]         |
| 2017 | Teen Choice Awards                                          | Mejor actor de ciencia ficción                                                 | Chris Pratt                                                                        | Ganador   | [ 228 ]         |
| 2017 | Teen Choice Awards                                          | Mejor actriz de ciencia ficción                                                | Zoe Saldaña                                                                        | Ganadora  | [ 228 ]         |
| 2017 | Teen Choice Awards                                          | Mejor relación                                                                 | Chris Pratt y Zoe Saldaña                                                          | Nominados | [ 228 ]         |
| 2017 | Dragon Awards                                               | Mejor película de ciencia ficción o fantasía                                   | Guardianes de la Galaxia Vol. 2                                                    | Nominada  | [ 229 ]         |
| 2017 | Hollywood Film Awards                                       | Premio al sonido                                                               | Dave Acord y Addison Teague                                                        | Ganadores | [ 230 ]         |
| 2017 | Hollywood Music in Media Awards                             | Álbum de banda sonora                                                          | Guardianes de la Galaxia Vol. 2                                                    | Nominada  | [ 231 ]         |
| 2017 | Hollywood Music in Media Awards                             | Canción original – Película de ciencia ficción/fantasía/terror                 | "Guardian's Inferno" de The Sneepers y David Hasselhoff                            | Ganadora  | [ 231 ]         |
| 2017 | Hollywood Music in Media Awards                             | Mejor supervisión musical – Cine                                               | Dave Jordan                                                                        | Nominado  | [ 231 ]         |
| 2017 | Asociación de Críticos de Cine de San Luis                  | Mejor banda sonora                                                             | Guardianes de la Galaxia Vol. 2                                                    | Nominada  | [ 232 ]         |
| 2017 | Asociación de Críticos de Cine del Área de Washington D. C. | Mejor actuación de voz animada                                                 | Bradley Cooper                                                                     | Nominado  | [ 233 ]         |
| 2017 | Círculo de Críticos de Cine de Florida                      | Mejores efectos visuales                                                       | Guardianes de la Galaxia Vol. 2                                                    | Nominada  | [ 234 ]         |
| 2018 | Premios Annie                                               | Mejor animación de personaje en una producción de imagen real                  | Arslan Elver, Liam Russell, Alvise Avati, Alessandro Cuicci                        | Nominados | [ 235 ]         |
| 2018 | Premios del Sindicato de Supervisores de Música             | Mejor supervisión musical para película con más de $25 millones de presupuesto | Dave Jordan                                                                        | Nominado  | [ 236 ]         |
| 2018 | Visual Effects Society Awards                               | Mejores efectos visuales en una película fotorreal                             | Christopher Townsend, Damien Carr, Guy Williams, Jonathan Fawkner, Dan Sudick      | Nominados | [ 237 ]         |
| 2018 | Visual Effects Society Awards                               | Mejor dirección de fotografía virtual en un proyecto fotorreal                 | James Baker, Steven Lo, Alvise Avati, Robert Stipp por "Groot Dance/Opening Fight" | Ganadores | [ 237 ]         |
| 2018 | Sindicato de Maquilladores y Estilistas                     | Mejores peinados contemporáneos                                                | Camille Friend, Louisa Anthony y Jules Holdren                                     | Ganadores | [ 238 ]         |
| 2018 | Sindicato de Maquilladores y Estilistas                     | Mejores efectos especiales de maquillaje                                       | John Blake y Brian Sipe                                                            | Nominados | [ 238 ]         |
| 2018 | Premios Óscar                                               | Mejores efectos visuales                                                       | Christopher Townsend, Damien Carr, Guy Williams, Jonathan Fawkner, Dan Sudick      | Nominados | [ 239 ]         |
| 2018 | Premios Saturn                                              | Mejor película basada en un cómic                                              | Guardianes de la Galaxia Vol. 2                                                    | Nominada  | [ 240 ] [ 241 ] |
| 2018 | Premios Saturn                                              | Mejor actor de reparto                                                         | Michael Rooker                                                                     | Nominado  | [ 240 ] [ 241 ] |
| 2018 | Premios Saturn                                              | Mejor maquillaje                                                               | John Blake, Brian Sipe                                                             | Nominados | [ 240 ] [ 241 ] |
| 2018 | Premios Saturn                                              | Mejores efectos visuales                                                       | Christopher Townsend, Guy Williams, Jonathan Fawkner, Dan Sudick                   | Ganadores | [ 240 ] [ 241 ] |
| 2018 | Billboard Music Awards                                      | Mejor banda sonora                                                             | Guardianes de la Galaxia Vol. 2                                                    | Nominada  | [ 242 ]         |

## Secuela
En noviembre de 2014, Gunn dijo que, además de tener la "historia básica" de Vol. 2 mientras trabajaba en la primera película, también tenía ideas para una posible tercera película. A pesar de esto, Gunn declaró en junio del año 2015 que no estaba seguro de si estaría implicado en una tercera película de Guardianes, diciendo que dependería de cómo se sintiera después de hacer Vol. 2. En abril de 2016, Feige dijo que las futuras películas del UCM son "todavía un gran tablero de ajedrez para 2020 y más adelante, pero sin dudas diría que Guardianes 3 es [una película que] está allí. No sé exactamente cómo será el orden." En marzo de 2017, Gunn afirmó que habría una tercera película "seguro. Estamos tratando de descifrarla," añadiendo también, "No hay planes específicos para Guardianes de la Galaxia Vol. 3. Pero sabemos que a menos que algo horrible suceda —que siempre es posible, nunca se sabe— creo que Marvel querría hacer otra película." También reiteró que aún no estaba seguro de si estaría involucrado en la película, y que decidiría su participación y su siguiente proyecto "en las siguientes semanas." El mes siguiente, Gunn anunció que regresaría a escribir y dirigir Guardianes de la Galaxia Vol. 3.
Sin embargo, en julio de 2018, Disney se desentendió de Gunn luego del resurgimiento de antiguos tuits polémicos de Gunn. Pratt, Saldaña, Bautista, Cooper, Diesel, Sean Gunn, Klementieff, Rooker, and Gillan emitieron una declaración apoyando a Gunn. Se espera que Pratt, Klementieff, y Bautista repitan sus papeles, aunque este último amenazó con abandonar su papel si el guion de Gunn no se usaba. El inicio del rodaje estaba previsto para 2019, y el estreno para 2020. A principios de agosto, Variety informó que Disney no tenía apuro de encontrar un reemplazo para Gunn, y espera a que un cineasta de primera esté disponible, incluso si implica atrasar la fecha original de producción de febrero de 2019. Más tarde ese mes, la producción se puso en espera, y se atrasó a febrero de 2021. En marzo de 2019, Disney y Marvel Studios dieron marcha atrás y volvieron a contratar a Gunn como director. El rodaje de Vol. 3 comenzará luego de que Gunn haya terminado su trabajo para la película de Warner Bros. The Suicide Squad.
En noviembre de 2020, Gunn confirmó que el guion estaba terminado. Se espera que la fotografía principal comience a fines de 2021. Vol. 3 se lanzará el 5 de mayo de 2023.